# Pachypleuria brackenridgei
Pachypleuria brackenridgei là một loài dương xỉ trong họ Davalliaceae. Loài này được Brownlie M. Kato mô tả khoa học đầu tiên.